# 第11特科連隊
第11特科連隊（だいじゅういちとっかれんたい、JGSDF 11th Artillery Regiment(Mechanized)）は、真駒内駐屯地に駐屯していた第11師団隷下の野戦特科部隊で2008年（平成20年）3月25日に廃止された。

## 概要
連隊本部、本部中隊、情報中隊および4個特科大隊で編成され、連隊長は1等陸佐（二）が充てられていた。

## 沿革
- 1962年（昭和37年）1月18日：第11特科連隊（6個大隊基幹）が真駒内駐屯地において編成完結。
- 1965年（昭和40年）1月20日：M51 75mm高射砲の配備に伴い、第6特科大隊を改編。
- 1969年（昭和44年）3月25日：第1特科大隊が真駒内駐屯地から滝川駐屯地に移駐。
- 1972年（昭和47年）3月24日：35mm2連装高射機関砲 L-90の配備に伴い、第6特科大隊を改編。
- 1982年（昭和57年）3月25日：部隊改編。

1. 情報中隊を新編。
2. 第5特科大隊第12射撃中隊を廃止し、多連装ロケット中隊（75式130mm自走多連装ロケット弾発射機装備）を新編。
3. 75式自走155mmりゅう弾砲の配備に伴い、第5特科大隊を改編。

- 1985年（昭和60年）3月20日：75式自走155mmりゅう弾砲の配備に伴い、第2特科大隊、第3特科大隊、第4特科大隊を改編。
- 1986年（昭和61年）3月25日：75式自走155mmりゅう弾砲に換装完了。
- 1987年（昭和62年）3月26日：81式短距離地対空誘導弾配備に伴い、第6大隊を改編。
- 1989年（平成元年）3月24日：第6特科大隊（高射特科）を分離独立し、師団直轄として第11高射特科大隊を真駒内駐屯地に新編。
- 1996年（平成08年）3月29日：部隊改編。

1. 第1特科大隊（滝川駐屯地）を廃止後、真駒内駐屯地に新編。
2. 第4特科大隊（真駒内駐屯地）を廃止。

- 2005年（平成17年）3月28日：多連装ロケット中隊を廃止。
- 2008年（平成20年）3月26日：第11師団の旅団化（即応近代化旅団）に伴い、第11特科連隊から第11特科隊に改編。

## 廃止時の部隊編成
- 第11特科連隊本部
- 第11特科連隊本部中隊「11特-本」
- 情報中隊「11特-情」：対砲レーダ装置 JMPQ-P7、対迫レーダ装置 JMPQ-P13
- 第1特科大隊
  - 第1特科大隊本部
  - 本部管理中隊「11特-1-本」
  - 第1射撃中隊「11特-1-1」：75式自走155mmりゅう弾砲
  - 第2射撃中隊「11特-1-2」：75式自走155mmりゅう弾砲
- 第2特科大隊
  - 第2特科大隊本部
  - 本部管理中隊「11特-2-本」
  - 第3射撃中隊「11特-2-3」：75式自走155mmりゅう弾砲
  - 第4射撃中隊「11特-2-4」：75式自走155mmりゅう弾砲
- 第3特科大隊
  - 第3特科大隊本部
  - 本部管理中隊「11特-3-本」
  - 第5射撃中隊「11特-3-5」：75式自走155mmりゅう弾砲
  - 第6射撃中隊「11特-3-6」：75式自走155mmりゅう弾砲
- 第5特科大隊
  - 第5特科大隊本部
  - 本部管理中隊「11特-5-本」
  - 第9射撃中隊「11特-5-9」：75式自走155mmりゅう弾砲
  - 第10射撃中隊「11特-5-10」：75式自走155mmりゅう弾砲
  - 第11射撃中隊「11特-5-11」：75式自走155mmりゅう弾砲

## 歴代の連隊長
| 代 | 氏名       | 在職期間                        | 前職                                       | 後職                                                    |
| -- | ---------- | ------------------------------- | ------------------------------------------ | ------------------------------------------------------- |
| 01 | 篠田平吉   | 1962年01月18日 - 1963年07月31日 | 第7特科連隊付                              | 第1教育団本部付                                         |
| 02 | 平田皓二   | 1963年08月01日 - 1965年07月15日 | 陸上自衛隊高射学校総務部長                 | 東部方面総監部業務室長                                  |
| 03 | 三品幸三郎 | 1965年07月16日 - 1967年07月16日 | 統合幕僚会議事務局第5幕僚室勤務            | 陸上幕僚監部付                                          |
| 04 | 渡辺勉     | 1967年07月17日 - 1969年03月16日 | 陸上幕僚監部付                             | 陸上幕僚監部第1部総括班長                               |
| 05 | 山口叡     | 1969年03月17日 - 1971年03月15日 | 防衛大学校教授                             | 統合幕僚会議事務局第3幕僚室勤務                         |
| 06 | 斎藤訓生   | 1971年03月16日 - 1973年03月15日 | 自衛隊島根地方連絡部長                     | 陸上自衛隊幹部学校研究員                                |
| 07 | 櫻井修吾   | 1973年03月16日 - 1975年03月16日 | 第1特科連隊第5大隊長 兼 北富士駐とん地司令 | 陸上自衛隊富士学校勤務                                  |
| 08 | 廣木亨     | 1975年03月17日 - 1976年08月01日 | 陸上幕僚監部第2部情報第2班長               | 第5師団司令部幕僚長                                     |
| 09 | 松森正也   | 1976年08月02日 - 1978年07月31日 | 陸上自衛隊調査学校学校教官                 | 陸上自衛隊調査学校研究部長                              |
| 10 | 増田博     | 1978年08月01日 - 1980年07月31日 | 陸上自衛隊幹部学校研究員                   | 陸上自衛隊幹部学校研究員                                |
| 11 | 山上亮二   | 1980年08月01日 - 1982年08月01日 | 札幌駐とん地業務隊長                       | 中部方面総監部総務部長                                  |
| 12 | 岩下義喜   | 1982年08月02日 - 1984年07月31日 | 陸上自衛隊富士学校学校教官                 | 陸上自衛隊幹部学校学校教官                              |
| 13 | 瀧呑昭龍   | 1984年08月01日 - 1987年03月15日 | 陸上幕僚監部防衛部研究課 総括班長          | 陸上自衛隊富士学校研究員                                |
| 14 | 小野晴敏   | 1987年03月16日 - 1989年03月31日 | 中部方面総監部調査部調査課長               | 陸上自衛隊富士学校特科部研究課長                        |
| 15 | 高橋英巳   | 1989年04月01日 - 1990年03月15日 | 第10師団司令部第3部長                      | 陸上自衛隊幹部学校勤務                                  |
| 16 | 中村浩三郎 | 1990年03月16日 - 1992年08月02日 | 第4師団司令部第3部長                       | 陸上自衛隊富士学校総合研究開発部 主任研究開発官         |
| 17 | 假屋忍     | 1992年08月03日 - 1995年03月31日 | 陸上幕僚監部防衛部運用課 運用第2班長       | 陸上自衛隊富士学校特科部副部長                          |
| 18 | 田吹逸夫   | 1995年04月01日 - 1998年03月31日 | 陸上自衛隊幹部学校学校教官                 | 東北方面総監部総務部長                                  |
| 19 | 安部壽和   | 1998年04月01日 - 2001年01月10日 | 陸上幕僚監部人事部募集課総括班長           | 中部方面総監部防衛部長                                  |
| 20 | 瀬野治久   | 2001年01月11日 - 2003年03月26日 | 陸上幕僚監部調査部調査課 保全班長          | 東部方面情報保全隊長                                    |
| 21 | 牧田嘉己   | 2003年03月27日 - 2005年07月31日 | 陸上幕僚監部人事部厚生課 給与室長          | 陸上自衛隊研究本部総合研究部 第2研究課長                |
| 末 | 原圭三     | 2005年08月01日 - 2008年03月25日 | 陸上自衛隊幹部学校付                       | 西部方面総監部付 →2008年4月1日 自衛隊佐賀地方協力本部長 |

## 主要装備
- 75式自走155mmりゅう弾砲
- 1/2tトラック / 73式小型トラック
- 1 1/2tトラック / 73式中型トラック
- 3 1/2tトラック / 73式大型トラック
- 対砲レーダ装置 JMPQ-P7
- 対迫レーダ装置 JMPQ-P13
- 64式7.62mm小銃

## 第11特科連隊編成時の廃止（改編）部隊
- 1982年（昭和57年）3月24日廃止
  - 第11特科連隊第5特科大隊第12射撃中隊「11特-5-12」（真駒内駐屯地）：連隊直轄として多連装ロケット中隊を新編。
- 1989年（平成元年）3月24日廃止
  - 第11特科連隊第6特科大隊「11特-6-本」（真駒内駐屯地）：第11師団直轄として第11高射特科大隊を新編。
- 1996年（平成08年）3月29日廃止
  - 第11特科連隊第4特科大隊「11特-4-本」（真駒内駐屯地）：
- 2005年（平成17年）3月28日廃止
  - 第11特科連隊多連装ロケット中隊「11特-多」（真駒内駐屯地）：